# World Music Awards
Les World Music Awards sont une cérémonie fondée en 1989, remettant des prix internationaux, qui honore chaque année des artistes internationaux basés sur les chiffres de ventes mondiales fournies par la Fédération internationale de l'Industrie phonographique (IFPI). John Martinotti est le producteur exécutif et cofondateur de l'émission. Cette cérémonie des prix est réalisée sous le patronage du prince Albert II de Monaco. Melissa Corken est le coproducteur exécutif de la cérémonie annuelle.
Pour l'année 2008, des grands artistes comme Akon, Beyoncé ou encore Laurent Wolf étaient présents.
La cérémonie 2010 a eu lieu au Sporting Club (Salle des Étoiles) à Monaco en mai. En France, elle a été retransmise sur NRJ 12 et présentée par Clara Morgane.
Les éditions 2009, 2011, 2012, 2013 et depuis 2015 n'ont pas eu lieu.

## Les événements
| Année | Cérémonie               | Pays                    | Ville et lieu                 |
| ----- | ----------------------- | ----------------------- | ----------------------------- |
| 1989  | World Music Awards 1989 | Monte-Carlo, Monaco     | Casino de Monte-Carlo         |
| 1990  | World Music Awards 1990 | Monte-Carlo, Monaco     | Casino de Monte-Carlo         |
| 1991  | World Music Awards 1991 | Monte-Carlo, Monaco     | Salle des Étoiles             |
| 1992  | World Music Awards 1992 | Monte-Carlo, Monaco     | Salle des Étoiles             |
| 1993  | World Music Awards 1993 | Monte-Carlo, Monaco     | Salle des Étoiles             |
| 1994  | World Music Awards 1994 | Monte-Carlo, Monaco     | Salle des Étoiles             |
| 1995  | World Music Awards 1995 | Monte-Carlo, Monaco     | Salle des Étoiles             |
| 1996  | World Music Awards 1996 | Monte-Carlo, Monaco     | Salle des Étoiles             |
| 1997  | World Music Awards 1997 | Monte-Carlo, Monaco     | Salle des Étoiles             |
| 1998  | World Music Awards 1998 | Monte-Carlo, Monaco     | Salle des Étoiles             |
| 1999  | World Music Awards 1999 | Monte-Carlo, Monaco     | Salle des Étoiles             |
| 2000  | World Music Awards 2000 | Monte-Carlo, Monaco     | Salle des Étoiles             |
| 2001  | World Music Awards 2001 | Monte-Carlo, Monaco     | Salle des Étoiles             |
| 2002  | World Music Awards 2002 | Monte-Carlo, Monaco     | Salle des Étoiles             |
| 2003  | World Music Awards 2003 | Monte-Carlo, Monaco     | Salle des Étoiles             |
| 2004  | World Music Awards 2004 | Las Vegas, Nevada       | Thomas & Mack Center          |
| 2005  | World Music Awards 2005 | Los Angeles, Californie | Dolby Theatre                 |
| 2006  | World Music Awards 2006 | Londres, Angleterre     | Earls Court Exhibition Centre |
| 2007  | World Music Awards 2007 | Monte Carlo, Monaco     | Salle des Étoiles             |
| 2008  | World Music Awards 2008 | Monte Carlo, Monaco     | Salle des Étoiles             |
| 2009  | World Music Awards 2009 | Pas de cérémonie        | Pas de cérémonie              |
| 2010  | World Music Awards 2010 | Monte Carlo, Monaco     | Salle des Étoiles             |
| 2011  | World Music Awards 2011 | Pas de cérémonie        | Pas de cérémonie              |
| 2012  | World Music Awards 2012 | Pas de cérémonie        | Pas de cérémonie              |
| 2013  | World Music Awards 2013 | Pas de cérémonie        | Pas de cérémonie              |
| 2014  | World Music Awards 2014 | Monte Carlo, Monaco     | Salle des Étoiles             |
| 2015  | World Music Awards 2015 | Pas de cérémonie        | Pas de cérémonie              |
| 2016  | World Music Awards 2016 | Pas de cérémonie        | Pas de cérémonie              |
| 2017  | World Music Awards 2017 | Pas de cérémonie        | Pas de cérémonie              |
| 2018  | World Music Awards 2018 | Pas de cérémonie        | Pas de cérémonie              |
| 2019  | World Music Awards 2019 | Pas de cérémonie        | Pas de cérémonie              |
| 2020  | World Music Awards 2020 | Pas de cérémonie        | Pas de cérémonie              |

### Récipiendaires
- Amr Diab
- Nancy Ajram
- Namie Amuro
- The Beatles
- The Black Eyed Peas
- Mariah Carey
- Plácido Domingo
- Mylène Farmer
- Faudel
- Tiziano Ferro
- Nelly Furtado
- Whitney Houston
- Michael Jackson
- Khaled (chanteur)
- Kid Rock
- Philipp Kirkorov
- Lady Gaga
- Vanessa-Mae
- Peter Maffay
- Maná
- Ricky Martin
- Luis Miguel
- Mika (chanteur)
- Kylie Minogue
- Mónica Naranjo
- Nelly (rappeur)
- Laura Pausini
- Max Pezzali
- Pink (chanteuse)
- Rihanna
- Ruslana
- Scorpions
- Script
- Shaggy
- Will Smith
- Sopra
- Rachid Taha
- Tarkan
- Nicolas Tse
- Tina Turner
- Usher
- Yannis
- Zucchero
- Lara Fabian

### Legend Awards
Chaque année, un Legend Award est décerné à un artiste du disque en reconnaissance « de son succès planétaire et de sa contribution exceptionnelle à l'industrie de la musique ». Parmi les lauréats figurent : Barry White, Amr Diab, Elton John, Whitney Houston, Stevie Wonder, Diana Ross, Tina Turner, Rod Stewart, David Bowie, Lionel Richie, Bee Gees, Luciano Pavarotti, Plácido Domingo, Michael Jackson, Prince, Mariah Carey, Carlos Santana, Deep Purple, Philipp Kirkorov, Status Quo, Gloria Gaynor, Bon Jovi, Janet Jackson, Cher, Ringo Starr, Ray Charles, Julio Iglesias, Tony Bennett, Chaka Khan, George Benson, Cliff Richard, Céline Dion, L.A. Reid, Beyoncé, Coldplay, Tarkan, Laura Pausini et Jennifer Lopez.

### Chopard Diamond Award
Le Chopard Diamond World Music Award est un prix créé en 2002, confié à des artistes qui ont vendu plus de 100 millions d'albums au cours de leur carrière. Elle n'est pas présentée chaque année. Jusqu'à présent, seuls sept artistes ont gagné ce prix : Rod Stewart (en 2002), Mariah Carey (en 2003), Céline Dion (en 2004), Bon Jovi (en 2005), Michael Jackson (en 2006), The Beatles (en 2008). Lady Gaga est la seule artiste à en avoir reçu deux, un en 2014 et un en 2015.

### Millenium Award
En dehors des artistes ayant vendu le plus d'albums au monde dans les différentes catégories, un Millenium Award a été décerné en 2000, pour la toute première fois dans la catégorie « Best Selling Recording Artist of All Time » (Artiste ayant vendu le plus d'albums de tous les temps). Cet award fut décerné à Michael Jackson dans la catégorie masculine et à Mariah Carey dans la catégorie féminine.